# Кубок Инга
Кубок Инга — международный чемпионат по игре го. Основан Ин Чанци и Фондом Инга.

## История
Кубок Инга основан в 1988 году. Идея такого соревнования была выдвинута основателем Фонда Инга Ин Чанци, одним из главных спонсоров турнира также стал фонд Инга. Кубок Инга стал вторым по счёту го-турниром, имеющим статус профессионального чемпионата мира, вслед за Чемпионатом Фудзицу (который был впервые проведён в том же 1988 году, но на несколько месяцев раньше).
На настоящий момент проведено восемь розыгрышей Кубка Инга, в пяти из которых побеждали игроки из Южной Кореи и в трех — из Китая.

## Регламент
- Турнир проводится один раз в четыре года.
- Участвуют 24 профессиональных игрока из четырёх стран: Кореи, Китая, Тайваня и Японии.
- Игра идёт по правилам Инга.
- Между участниками проводится турнир по олимпийской системе (на выбывание), при этом 8 участников переходят сразу во второй тур. (В первом розыгрыше Кубка Инга 16 участников играли между собой обычный турнир на выбывание).
- До полуфинала в каждом круге играется одна партия. В полуфинале играются матчи по три партии до двух побед. В финале играется матч из пяти партий до трёх побед.
- Победитель получает приз в размере 400000 долларов США.

## Победители и финалисты
| № | Год           | Победитель     | Счёт | Финалист       |
| - | ------------- | -------------- | ---- | -------------- |
| 1 | 1988/89       | Чо Хунхён      | 3–2  | Не Вэйпин      |
| 2 | 1992/93       | Со Бонсу       | 3–2  | Хидэо Отакэ    |
| 3 | 1996          | Ю Чханхёк      | 3–1  | Норимото Ёда   |
| 4 | 2000          | Ли Чхан Хо     | 3–1  | Чан Хао        |
| 5 | 2004/05       | Чан Хао        | 3–1  | Чхве Чхоль Хан |
| 6 | 2008/09       | Чхве Чхоль Хан | 3–1  | Ли Чхан Хо     |
| 7 | 2012/13       | Фань Тинъю     | 3–1  | Пак Чжон Хван  |
| 8 | 2016          | Тан Вэйсин     | 3–2  | Пак Чжон Хван  |
| 9 | 2020/21, 2023 | Shin Jin-seo   | 2–0  | Xie Ke         |